# Hieracium ganeschinii
Hieracium ganeschinii es una especie de planta con flor del género Hieracium, de la familia Asteraceae, orden Asterales.

## Distribución
Hieracium ganeschinii se distribuye por Rusia, Mongolia y Kazajistán.

## Taxonomía
Fue descrita científicamente por Zahn.
Tratamiento taxonómico
La especie aparece registrada y publicada en Trudy Pochv.-Bot. Eksped. Pereselen. Upr.